# Росциславиці
Росциславиці (пол. Rościsławice, нім. Riemberg) — село в Польщі, у гміні Оборники-Шльонські Тшебницького повіту Нижньосілезького воєводства.
Населення — 896 осіб (2011).
У 1975-1998 роках село належало до Вроцлавського воєводства.

## Демографія
Демографічна структура станом на 31 березня 2011 року:
|          | Загалом | Допрацездатний вік | Працездатний вік | Постпрацездатний вік |
| -------- | ------- | ------------------ | ---------------- | -------------------- |
| Чоловіки | 453     | 99                 | 318              | 36                   |
| Жінки    | 443     | 93                 | 247              | 103                  |
| Разом    | 896     | 192                | 565              | 139                  |